# 박영준 (1985년)
박영준(1985년 8월 23일 ~ )은 대한민국의 배우이다.

## 출연작

### 영화
- 《군함도》 (2017년) - 포주패거리 역
- 《프리즌》 (2017년) - 캉웨이패거리 역
- 《고산자 대동여지도》 (2016년) - 처형장구경꾼 역

### 드라마
- 《사생결단 로맨스》 이진호 역 (2018년, MBC)
- 《나쁜 녀석들 : 악의 도시》 (2017년, OCN)
- 《크리미널마인드》 (2016년, tvn)
- 《징비록》 (2016년, KBS1)
- 《파랑새는 있다》 (2014년, TV조선)
- 《포세이돈》 (2011년, KBS2)